# Brani musicali partecipanti allo Zecchino d'Oro
Sono di seguito riportati i brani che hanno partecipato allo Zecchino d'Oro. Nella prima colonna è riportato il titolo del brano; nella seconda colonna è riportato l'interprete che la canta; nella terza colonna la nazione che partecipa con quel brano; nella quarta e quinta colonna sono riportati l'anno e l'edizione in cui ha partecipato.
Questa lista è suscettibile di variazioni e potrebbe essere incompleta o non aggiornata.

## 0-9
| Titolo del brano | Interprete    | Nazione partecipante | Anno | Edizione |
| ---------------- | ------------- | -------------------- | ---- | -------- |
| 7                | Alice Bonfant | Italia               | 2010 | 53ª      |

## A
| Titolo del brano               | Interprete                             | Nazione partecipante | Anno | Edizione |
| ------------------------------ | -------------------------------------- | -------------------- | ---- | -------- |
| A come Alfabeto                | Elizabeth Adams                        | Stati Uniti          | 1987 | 30ª      |
| A e i o u, cha cha cha         | Pupa Coverlizza                        | Italia               | 1960 | 2ª       |
| A mosca cieca                  | Micheal Burke                          | Stati Uniti          | 1981 | 24ª      |
| Abracadabra                    | Daniela Ruiu                           | Italia               | 1968 | 10ª      |
| Acca                           | Rita Longordo                          | Italia               | 2019 | 62ª      |
| Al castel di Barbablù          | Patrizia Casella                       | Italia               | 1960 | 2ª       |
| Al luna park                   | Katariina Lantto                       | Finlandia            | 1991 | 34ª      |
| Al ritmo della tabla           | Sevika Pagano                          | India                | 2011 | 54ª      |
| Alì babà                       | Paola Castellani e Settimio Ferlisi    | Italia               | 1972 | 14ª      |
| Ali di carta                   | Sara Ghinassi                          | Italia               | 2021 | 64ª      |
| Alibombo                       | Emanuela Barra e Diego Cerusico        | Italia               | 1978 | 21ª      |
| All'arrembaggio del formaggio  | Pedro David González Roesch            | Costa Rica           | 1995 | 38ª      |
| Amici per la pelle             | Matteo Guazzini e Mattia Lucchesi      | Italia               | 2007 | 50ª      |
| Amico                          | Guerric Riedi                          | Svizzera             | 1986 | 29ª      |
| Amico cowboy                   | Valerio Dieni                          | Italia               | 1995 | 38ª      |
| Amico nemico                   | Roberta Pagnetti                       | Italia               | 1995 | 38ª      |
| Amor di tamburello             | Tưởng Vy Đình Nguyễn                   | Vietnam              | 1986 | 29ª      |
| Amsterdam                      | Sidney Durlacher                       | Paesi Bassi          | 1989 | 32ª      |
| Animal School                  | Valentina Di Luca e Delia Veltri       | Italia               | 2024 | 67ª      |
| Annibale                       | Giovanni Crola e Maria Elena Vasselli  | Italia               | 1987 | 30ª      |
| Annibale e l'elefante Aristide | Elisabetta Grasso e Susanna Massetti   | Italia               | 2004 | 47ª      |
| Annibale, cannibale terribile  | Ilaria Barbour e Michele Cargnello     | Italia               | 1971 | 13ª      |
| Antenne blu                    | Laura Ingold                           | Uruguay              | 1994 | 37ª      |
| Arcobaleno                     | Borislav Cuckov e Radoslava Maljiakova | Bulgaria             | 1984 | 27ª      |
| Arirang                        | Hong-I-Jing e Hong-I-Kyung             | Corea del Sud        | 1983 | 26ª      |
| Attacca al chiodo quel fucile  | Gian Luca Buonsignore                  | Italia               | 1983 | 26ª      |
| Attenti alla musica            | Nicole Zilio                           | Italia               | 2008 | 51ª      |
| Auto rosa                      | Michele Bruzzese                       | Italia               | 2021 | 64ª      |

## B
| Titolo del brano               | Interprete                                                  | Nazione partecipante | Anno | Edizione |
| ------------------------------ | ----------------------------------------------------------- | -------------------- | ---- | -------- |
| Baby cowboy                    | Antonio Di Mezzo e Carlo Muzzarelli                         | Italia               | 1971 | 13ª      |
| Baciccia il pirata             | Vanni Malpelli e Fabrizio Ventura                           | Italia               | 1971 | 13ª      |
| Balalaika                      | Klara Gousseva                                              | Russia               | 1993 | 36ª      |
| Balalaika magica               | Elena Dmitrieva Motyrieva ed Ekaterina Igorevna Volosnikova | Russia               | 2000 | 43ª      |
| Balancê                        | Cecilia Rita Freitas                                        | Brasile              | 1988 | 31ª      |
| Ballano                        | Matilda Gusmano                                             | Italia               | 2023 | 66ª      |
| Ballata tirolese               | Martin Fritsch                                              | Austria              | 1980 | 23ª      |
| Bambini attenti attenti!       | Marco Dirani e Barbara Sedici                               | Italia               | 1982 | 25ª      |
| Bambinissimi papà              | Carlotta Scintu                                             | Italia               | 1991 | 34ª      |
| Bambolotto di caucciù          | Sonia Cheng                                                 | Cina                 | 1996 | 39ª      |
| Bam-bù                         | Desirée Spagnulo                                            | Italia               | 1984 | 27ª      |
| Bambu balla                    | Serena Guardata, Carola Sorace e Claudia Zingarelli         | Italia               | 2013 | 56ª      |
| Banjo blu                      | Simone Gonella                                              | Italia               | 1980 | 23ª      |
| Barabà Ciccì e Coccò           | Federica Del Mastro                                         | Italia               | 1992 | 35ª      |
| Bartolo il barattolo           | Walter Zecca                                                | Italia               | 2021 | 64ª      |
| Basta un sorriso               | Soleil Mahani                                               | Malaysia             | 1999 | 42ª      |
| Batti cinque (4/4 di silenzio) | Federica D'Andrea e Stefano Maiuolo                         | Italia               | 1998 | 41ª      |
| Battimani                      | Antonella Arghittu e Daniela Cara                           | Italia               | 1995 | 38ª      |
| Bella l'estate                 | Emma Colombani                                              | Francia              | 2000 | 43ª      |
| Beniamino                      |                                                             | Italia               | 1959 | 1ª       |
| Bianco con il giallo           | Sara Garau e Valeria Rofrano                                | Italia               | 1994 | 37ª      |
| Big Jim                        | Patrick Robertson                                           | Regno Unito          | 1976 | 18ª      |
| Bimbi felici                   | Lwazi Twenkenwayo                                           | Sudafrica            | 1992 | 35ª      |
| Bimbi in pigiama               | Maria Novella Garantino                                     | Italia               | 1962 | 4ª       |
| Biribiribindi biribiribanda    | Davide Settembrino                                          | Italia               | 1977 | 20ª      |
| BIT                            | Patrizia Ottonello                                          | Italia               | 1985 | 28ª      |
| Bolle di sapone                | Federica Maresca                                            | Italia               | 1991 | 34ª      |
| Bongo, direttore di banda      | Debora Maroccia e Vitantonio Tafuni                         | Italia               | 2001 | 44ª      |
| Bravissimissima                | Margherita Rivoire                                          | Italia               | 2010 | 53ª      |
| Bruno                          | Maja Masic                                                  | Serbia               | 2003 | 46ª      |
| Bumba e la zumba               | Matilde De Marco e Davide Schirru                           | Italia               | 2017 | 60ª      |
| Buonanotte mezzo mondo         | Arianna Paolicelli                                          | Italia               | 2009 | 52ª      |
| Bye bye, ciao ciao             | Marco Cattaneo Vittone                                      | Italia               | 2011 | 54ª      |

## C
| Titolo del brano                    | Interprete                                                                      | Nazione partecipante | Anno | Edizione |
| ----------------------------------- | ------------------------------------------------------------------------------- | -------------------- | ---- | -------- |
| Caccia al tesoro                    | Marco Rompianesi                                                                | Italia               | 1965 | 7ª       |
| Calcio calcio                       | Daniele Bianchi                                                                 | Italia               | 1978 | 21ª      |
| Cane e gatto                        | Rosalba Labile e Carla Tommolini                                                | Italia               | 1988 | 31ª      |
| Canzone amica                       | Fabio Etter                                                                     | Italia               | 1987 | 30ª      |
| Canzone blu                         | Paola Boatto e Massimiliano Penna                                               | Italia               | 1988 | 31ª      |
| Canzone della gioia                 | Martina Maggioni e Flavia Scognamiglio                                          | Italia               | 1989 | 32ª      |
| Canzone indigena                    | Leonel Alejandro Cóndor Arévalo                                                 | Ecuador              | 2002 | 45ª      |
| Canzone scanzonata                  | Gabriele Meli                                                                   | Italia               | 2017 | 60ª      |
| Capelli turchini                    | Rino Zerilli                                                                    | Italia               | 1959 | 1ª       |
| Carlo Magno                         | Giancarlo Fassino                                                               | Italia               | 1970 | 12ª      |
| Carnevale allo zoo                  | Marcello Altimaro                                                               | Italia               | 1963 | 5ª       |
| Carnevalito carnevalà               | Juan Pedro Boronig Espinoza                                                     | Cile                 | 1982 | 25ª      |
| Caro Gesù bambino                   | Christian Morandi                                                               | Italia               | 1960 | 2ª       |
| Caro Gesù, ti scrivo                | Sarah Salvetti                                                                  | Italia               | 1997 | 40ª      |
| Casa mia                            | Aqilah Anurah                                                                   | Singapore            | 1996 | 39ª      |
| Castelli di sabbia                  | Enya Magri                                                                      | Malta                | 2009 | 52ª      |
| Caterina Caterina                   | Laura Gumy                                                                      | Argentina            | 1983 | 26ª      |
| Cavallino peruviano                 | Milena Palacios                                                                 | Perù                 | 1977 | 20ª      |
| Cavoli a merenda                    | Emma Lagorio                                                                    | Italia               | 2015 | 58ª      |
| C'è una canzone che vola            | Stephanie Eleuterio                                                             | Francia              | 1997 | 40ª      |
| Cecki! Cecki!...Aih!                | Ágnes Szabó                                                                     | Ungheria             | 1978 | 21ª      |
| C'era un leone                      | Lamberto Rongo                                                                  | Italia               | 1965 | 7ª       |
| C'era una volta                     | Gigliola Curso                                                                  | Italia               | 1961 | 3ª       |
| Cerco un circo                      | Giuseppe Chiolo e Luca Morello                                                  | Italia               | 2016 | 59ª      |
| Cestini e grembiulini               | Roberta Gorgazzini e Maria Luisa Merlo                                          | Italia               | 1961 | 3ª       |
| Cha cha cha del gatto nella scatola | Maria Delfino                                                                   | Italia               | 2020 | 63ª      |
| Che bella festa sarà                | Daniela Pagani                                                                  | Italia               | 1970 | 12ª      |
| Che belli gli uccellini             | Susanna Joia Jordao                                                             | Portogallo           | 1995 | 38ª      |
| Che bello-llo...!                   | Andrey Bourgeois                                                                | Belgio               | 1982 | 25ª      |
| Che giornata!                       | Simone Cellamare e Michele Marro                                                | Italia               | 1984 | 27ª      |
| Che pasticcio la grammatica         | Maria Grazia Emiliani                                                           | Italia               | 1965 | 7ª       |
| Che roba quel robot!                | Pierugo Passafaro                                                               | Italia               | 1979 | 22ª      |
| Chi ha paura del buio?              | Edoardo Barchi e Alessia Chianese                                               | Italia               | 2014 | 57ª      |
| Chi lo dice che                     | Elena Ciocoi                                                                    | Italia               | 2018 | 61ª      |
| Chiccolino di caffè                 | Giuliano Amendola                                                               | Italia               | 1962 | 4ª       |
| Chicopez                            | Ines Rizzo                                                                      | Costa Rica           | 2014 | 57ª      |
| Choco Jodel                         | Letizia Manzato e Liam Sampaio                                                  | Svizzera             | 2013 | 56ª      |
| Choof the train                     | Chiara Manning Zuccheri                                                         | Regno Unito          | 2016 | 59ª      |
| Ci ci ci co co                      | Martina Vecchione                                                               | Italia               | 2023 | 66ª      |
| Ci pensa mamma                      | Greta Gabriella Maggio                                                          | Italia               | 2023 | 66ª      |
| Ci sarà un po' di voi               | Veronica Marchesi                                                               | Italia               | 2021 | 64ª      |
| Ci vorrebbe un ventaglio            | Aurora Esposito                                                                 | Italia               | 2023 | 66ª      |
| Ci vuole pazienza                   | Beatrice Marcello ed Elia Pedrini                                               | Italia               | 2022 | 65ª      |
| Ci vuole un titolo                  | Cosma Cossiga                                                                   | Italia               | 2014 | 57ª      |
| Ciao Europa                         | Eliza Kapllanaj, Dariya Todorova Stoyanova ed Alexandros Tzanavaras             | Italia               | 2023 | 66ª      |
| Ciao Napoleone                      | Gianluca De Micheli                                                             | Italia               | 1969 | 11ª      |
| Cik e Ciak                          | Cinzia Bruzzese ed Elisabetta Sacchetti                                         | Italia               | 1972 | 14ª      |
| Cin cin pon pon                     | Silvia Bernardini e Paolo Palma                                                 | Italia               | 1972 | 14ª      |
| Cin ciu è                           | Patrizia Alpago                                                                 | Italia               | 1969 | 11ª      |
| Cina è...                           | Chen Chen                                                                       | Cina                 | 2001 | 44ª      |
| Cinciampai                          | Christian Parisi                                                                | Italia               | 1986 | 29ª      |
| Cipi ciu cì                         | Michela Belletti e Luisa Ricci                                                  | Italia               | 1979 | 22ª      |
| Cipro                               | Natalia Zenonos                                                                 | Cipro                | 1994 | 37ª      |
| Ciribiricoccola                     | Stefania Cornazzari e Fabrizio Forte                                            | Italia               | 1974 | 16ª      |
| Civa civetta                        | Elisabetta Garagnani e Teresa Zotti                                             | Italia               | 1975 | 17ª      |
| Clap clap                           | Giulia Barbagallo                                                               | Italia               | 2021 | 64ª      |
| Coccinella sfortunella              | Allegra Maifredi                                                                | Italia               | 2024 | 67ª      |
| Cocco e Drilli                      | Maria Federica Gabucci, Sabrina Mantovani, Claudia Pignatti e Alessandro Strano | Italia               | 1974 | 16ª      |
| Coccodance                          | Elisabetta Obino                                                                | Italia               | 2024 | 67ª      |
| Coccole!                            | Giulia Maineri                                                                  | Italia               | 1998 | 41ª      |
| Col pianoforte in spalla            | Sonia Orzati                                                                    | Italia               | 1980 | 23ª      |
| Come King Kong                      | Giulia Baccaro                                                                  | Italia               | 2022 | 65ª      |
| Come le formiche                    | Sara Maria Corrado e Aurora Griggio                                             | Italia               | 2020 | 63ª      |
| Come sta il bebè?                   | Edwige Idò                                                                      | Costa d'Avorio       | 1989 | 32ª      |
| Come un aquilone                    | Anja Veterova                                                                   | Macedonia            | 2008 | 51ª      |
| Concertino in cucina                | Daniela Airoldi, Marco Lo Giusto e Oreste Patacchi                              | Italia               | 1964 | 6ª       |
| Concerto della città                | Gelmina Alessi e Giuseppe Giorgio                                               | Italia               | 1974 | 16ª      |
| Concerto nel prato                  | Sophie Tiezel                                                                   | Germania             | 1990 | 33ª      |
| Coriolano, l'allegro caimano        | Beatrice Veneruso                                                               | Italia               | 1968 | 10ª      |
| Coro, caro coro                     | Lucia Del Vecchio                                                               | Italia               | 1984 | 27ª      |
| Corri topolino                      | Nicholas Torselli                                                               | Italia               | 1989 | 32ª      |
| Corri troppo, Tobia!                | Antoinette Dodin                                                                | Seychelles           | 1987 | 30ª      |
| Crock, Shock, Brock, Clock          | Federico Berto                                                                  | Italia               | 2003 | 46ª      |
| Custodi del mondo                   | Anita Bartolomei                                                                | Italia               | 2020 | 63ª      |

## D
| Titolo del brano              | Interprete                    | Nazione partecipante | Anno | Edizione |
| ----------------------------- | ----------------------------- | -------------------- | ---- | -------- |
| Da grande voglio fare         | Gian Marco Gualandi           | Italia               | 1964 | 6ª       |
| Dagli una spinta              | Carlo Alberto Travaglino      | Italia               | 1965 | 7ª       |
| Dai, dai balla il syrtaki     | Jannis Kiriasis               | Grecia               | 1977 | 20ª      |
| Daria                         | Davide Matteucci              | Italia               | 2018 | 61ª      |
| Dino, l'imbianchino           | Vincenzo Civita               | Italia               | 2005 | 48ª      |
| Discopizza DJ                 | Davide Martiello              | Italia               | 2020 | 63ª      |
| Dita nel naso                 | Viola Marie Ledda             | Italia               | 2023 | 66ª      |
| Diventare un albero           | Anna Sole Dalmonte            | Italia               | 2024 | 67ª      |
| Do i numeri                   | Lorenzo Dibilio               | Italia               | 2014 | 57ª      |
| Dolce matematica              | Fabio Afrune ed Erika Perotti | Italia               | 2004 | 47ª      |
| Dormi, dormi orsetto blu      | Chiara Minarelli              | Italia               | 1963 | 5ª       |
| Dormi, mio bel piccino        | Jacksolyne Bolívar            | Colombia             | 1984 | 27ª      |
| Dove vanno i sogni al mattino | Eleonora Sarracino            | Italia               | 2016 | 59ª      |
| Due nonni innamorati          | Nayara Benzoni                | Italia               | 2013 | 56ª      |

## E
| Titolo del brano            | Interprete                                            | Nazione partecipante | Anno | Edizione |
| --------------------------- | ----------------------------------------------------- | -------------------- | ---- | -------- |
| E ciunfete... nel pozzo     | Luca Baldassarri                                      | Italia               | 1967 | 9ª       |
| E dopo dormirò              | Valentina Ambrosio, Nicoletta Cataldo e Anita Panella | Italia               | 1983 | 26ª      |
| È fuggito l'agnellino       | Marlena D'Ambrosio e Cristina D'Avena                 | Italia               | 1971 | 13ª      |
| E l'arca navigava           | Clarissa D'Avena                                      | Italia               | 1978 | 21ª      |
| È meglio Mario              | Fabio Troiano                                         | Italia               | 1996 | 39ª      |
| E nelle onde che baraonde   | Emanuele Triolo                                       | Italia               | 1990 | 33ª      |
| È partita la stazione       | Alessandra Sacco                                      | Italia               | 1986 | 29ª      |
| È solo un gioco             | Daniele Rizzitiello                                   | Italia               | 2006 | 49ª      |
| È tutto uno scherzo         | Giovanna Mavio                                        | Italia               | 1980 | 23ª      |
| Emilio                      | Nathalia Bustamante Sol                               | El Salvador          | 2004 | 47ª      |
| Enchete penchete puff tinè  | Paola Matarrese                                       | Italia               | 1976 | 19ª      |
| Etciù!                      | João Nuno Salvado                                     | Portogallo           | 1984 | 27ª      |
| Evviva la domenica          | Carmen De Rosas e Vito Simone                         | Italia               | 1983 | 26ª      |
| Evviva noi                  | Elisa Gamberini                                       | Romania              | 1983 | 26ª      |
| Extramusicale giromagitondo | Lorella Losi e Vincent Vella                          | Italia               | 1966 | 8ª       |

## F
| Titolo del brano               | Interprete                                  | Nazione partecipante | Anno | Edizione |
| ------------------------------ | ------------------------------------------- | -------------------- | ---- | -------- |
| Facile facile                  | Lucia Giacco                                | Italia               | 2013 | 56ª      |
| Fammi crescere i denti davanti | Andrea Nicolai                              | Italia               | 1962 | 4ª       |
| Farfalla in città              | Veronica Fragola                            | Italia               | 1982 | 25ª      |
| Felice con la mia mamma        | Diego Rivas e Cristina Triana               | Colombia             | 1980 | 23ª      |
| Fiaba                          | Attilio Martignoni                          | Italia               | 1960 | 2ª       |
| Filastrocca dei fumetti        | Elena Lucertini                             | Italia               | 1996 | 39ª      |
| Filastrocca din din din        | Evelyn Canu e Marco Rinaldo                 | Italia               | 1973 | 15ª      |
| Filastrocche                   | Krystyna Tkacuk                             | Ucraina              | 2007 | 50ª      |
| Filastrocche e tiritere        | Ylenia Polito                               | Italia               | 1988 | 31ª      |
| Finché non cado dal sonno      | Damiano Nalini                              | Italia               | 1977 | 20ª      |
| Forza Gesù                     | Simone Deiana                               | Italia               | 2010 | 53ª      |
| Fründ, amico, ami              | Desirée Debrit, Aurelie Jordan e Diana Losa | Svizzera             | 1991 | 34ª      |

## G
| Titolo del brano                    | Interprete                                              | Nazione partecipante | Anno | Edizione |
| ----------------------------------- | ------------------------------------------------------- | -------------------- | ---- | -------- |
| Gedeone, marziano pasticcione       | Brenda Brancato, Federica Brancato e Giuseppe Venturino | Italia               | 2000 | 43ª      |
| Getto la palla                      | Daniela Fava                                            | Italia               | 1962 | 4ª       |
| Gioca con me papà                   | Gioele Frione                                           | Italia               | 2022 | 65ª      |
| Giochi di parole                    | Virginia Ruspini                                        | Italia               | 2008 | 51ª      |
| Giochiamo alle cose                 | Serena Arco ed Eleonora Epifani                         | Italia               | 1994 | 37ª      |
| Gioco di parole                     | Gioia Ferraccin e Rossana Perticarà                     | Italia               | 1979 | 22ª      |
| Giovanissimo papà                   | Giorgia Nocentini                                       | Italia               | 2022 | 65ª      |
| Gira gira con la lira               | Antima Magliano e Ilenia Manfra                         | Italia               | 1997 | 40ª      |
| Gira gira il mappamondo             | Maria Teresa Calvi e Niccolò Falciani                   | Italia               | 1997 | 40ª      |
| Gira il girasole                    | Filip Filipov                                           | Bulgaria             | 1999 | 42ª      |
| Gira! Che è un girotondo            | Monica Ricceri                                          | Italia               | 1999 | 42ª      |
| Girotondo col mio mondo             | Giorgio Ziglioli                                        | Italia               | 1961 | 3ª       |
| Girotondo dei fumetti               |                                                         | Italia               | 1959 | 1ª       |
| Girotondo dei nonni                 | Rita Monico                                             | Italia               | 1960 | 2ª       |
| Girotondo di tutto il mondo         | Luciana Russo                                           | Italia               | 1966 | 8ª       |
| Girotondo rataplan                  |                                                         | Italia               | 1959 | 1ª       |
| Gli angeli di Nôtre Dame            | Maximilien Cruc                                         | Francia              | 1993 | 36ª      |
| Gli stivali ballerini               | Claudia Bracci e Sara Fantino                           | Italia               | 1972 | 14ª      |
| Goccia dopo goccia                  | Marco Barbera, Alex Rossi e Natascia Tarturo            | Italia               | 1994 | 37ª      |
| Gol! L'amicizia fa festa            | Vittorio Miguel Panchano Coronado                       | Italia               | 2024 | 67ª      |
| Grande diventerò                    | Chia Ying Tang                                          | Taiwan               | 2002 | 45ª      |
| Grazie                              | Andrés Blanco                                           | Messico              | 1978 | 21ª      |
| Grazie a te                         | Gianmarco Naraja Mallillin                              | Filippine            | 2010 | 53ª      |
| Gualtiero dei mestieri              | Tommaso Migone                                          | Italia               | 2017 | 60ª      |
| Guglielmo il Castoro                | Nynke Djoke Hielkema                                    | Paesi Bassi          | 1976 | 18ª      |
| Gugù, bambino dell'età della pietra | Enrico Zanardi                                          | Italia               | 1976 | 19ª      |

## H
| Titolo del brano            | Interprete                            | Nazione partecipante | Anno | Edizione |
| --------------------------- | ------------------------------------- | -------------------- | ---- | -------- |
| Hagi firuz                  | Navid Anayati e Farida Djalali        | Iran                 | 1977 | 20ª      |
| Hai visto mai               | Anita Olivieri                        | Italia               | 2020 | 63ª      |
| Hanno rubato il prato       | Catia Amorotti                        | Italia               | 1973 | 15ª      |
| Hanno rubato il vocabolario | Salvatore Blanco e Renato Lanzillotta | Italia               | 1979 | 22ª      |
| Hip hop ippopotamo          | Filippo Piluso                        | Italia               | 2005 | 48ª      |
| Ho paura, papà!             | Barbara Pinna                         | Italia               | 1989 | 32ª      |
| Ho preso un granchio        | Vera Tsangari                         | Grecia               | 1985 | 28ª      |
| Ho sognato una canzone      | Alessandra Aprea e Luca Balloi        | Italia               | 1995 | 38ª      |
| Ho visto un re              | Miriam Neglia                         | Italia               | 1989 | 32ª      |
| Ho visto un rospo           | Maria Armanda De Jesus Lopes          | Portogallo           | 1980 | 23ª      |

## I
| Titolo del brano                        | Interprete                                                                | Nazione partecipante | Anno | Edizione |
| --------------------------------------- | ------------------------------------------------------------------------- | -------------------- | ---- | -------- |
| I Beagles                               | Claudia Verrillo                                                          | Italia               | 2014 | 57ª      |
| I castelli di Brisighella               | Salvatore Antonio Folino                                                  | Italia               | 1977 | 20ª      |
| I colombini                             | Maria Grazia                                                              | Italia               | 1959 | 1ª       |
| I folletti d'Islanda                    | Sara Dís Hjaltested                                                       | Islanda              | 1994 | 37ª      |
| I fratelli del far west                 | Federico Frosini e Sandro Violet                                          | Italia               | 1966 | 8ª       |
| I gol di Zé                             | Fernando Henrique Biagio                                                  | Brasile              | 2000 | 43ª      |
| I miei soldatini                        | Vinicio Venturi                                                           | Italia               | 1965 | 7ª       |
| I nonni son felici                      | Miruna Oprea                                                              | Romania              | 2002 | 45ª      |
| I numeri                                | Bruno e Paolo Chicca                                                      | Italia               | 1964 | 6ª       |
| I numeri                                | Delia Traclò                                                              | Italia               | 2023 | 66ª      |
| I pescatori del Canadà                  | Gennaro Palumbo                                                           | Canada               | 1977 | 20ª      |
| I pesci parlano                         | Matilde Gazzotti e Giulia Rizzo                                           | Italia               | 2019 | 62ª      |
| I pupazzetti                            | Adriana De Ros Raventós                                                   | Spagna               | 1992 | 35ª      |
| I re magi                               | María Soledad Ibáñez Echeverría                                           | Argentina            | 1979 | 22ª      |
| I suoni delle cose                      | Francesco Cavicchioli e Nicole Melis                                      | Italia               | 2010 | 53ª      |
| I tre corsari                           | Giuseppe Giroletti, Giuseppe Vivolo e Mauro Zerbini                       | Italia               | 1963 | 5ª       |
| I tre pagliacci                         | Marco Catanzaro, Jonathan Rodio e Francesca Messano                       | Italia               | 1993 | 36ª      |
| Ika o do gba                            | Meny Arukei Sorbello                                                      | Nigeria              | 2008 | 51ª      |
| Il ballo del ciuaua                     | Elisa Dragomir, Camilla Musacci e Francesco Paolo Scelzo                  | Italia               | 2021 | 64ª      |
| Il ballo del girasole                   | Giulia Fredianelli                                                        | Italia               | 2010 | 53ª      |
| Il bambino che vale un Perù             | Karen Castro Bardalez                                                     | Perù                 | 1989 | 32ª      |
| Il bambino e il mare                    | Andrej Avella                                                             | Italia               | 2020 | 63ª      |
| Il bar di Dario, il dromedario          | Giordano Orchi                                                            | Italia               | 1998 | 41ª      |
| Il barone sbadiglione                   | Marco Cantagalli ed Elisabetta Gennari                                    | Italia               | 1975 | 17ª      |
| Il batterista                           | Alessandro Commisso                                                       | Italia               | 1995 | 38ª      |
| Il blues del manichino                  | Lorenzo Duoccio                                                           | Italia               | 2012 | 55ª      |
| Il bombo                                | Nicole Curatolo e Zeno Gregorio Nigido                                    | Italia               | 2019 | 62ª      |
| Il buio                                 | Daniela Delfino e Maria Laura Pirisi                                      | Italia               | 1974 | 16ª      |
| Il bullo citrullo                       | Lorenzo Nonnis                                                            | Italia               | 2007 | 50ª      |
| Il caffè della Peppina                  | Marina D'Amici e Simonetta Gruppioni                                      | Italia               | 1971 | 13ª      |
| Il calendario di un bambino             | Denisa Battistoni Goddoni, Roberta Odorici e Anna Wilhelm                 | Italia               | 1965 | 7ª       |
| Il cammello con tre gobbe               | Khaoula El Ouafi                                                          | Marocco              | 2005 | 48ª      |
| Il cane capellone                       | Patrizia Barnaba                                                          | Italia               | 1967 | 9ª       |
| Il canto del gauchito                   | Juan Francisco Greco                                                      | Argentina            | 2012 | 55ª      |
| Il casalingo                            | Viola Cristina                                                            | Italia               | 2005 | 48ª      |
| Il cavallino del west                   | Paola Olmi                                                                | Italia               | 1962 | 4ª       |
| Il cestino dei sogni                    | Alessia Waller                                                            | Stati Uniti          | 1994 | 37ª      |
| Il chierichetto                         | Riccardo Viti                                                             | Italia               | 1982 | 25ª      |
| Il cielo di Beirut                      | Marie Abou Khaled                                                         | Libano               | 2003 | 46ª      |
| Il ciuco Cico                           | Roberto Elías Quintero Reyes                                              | Panama               | 2000 | 43ª      |
| Il coccodrillo come fa?                 | Carlo Andrea Masciadri e Gabriele Patriarca                               | Italia               | 1993 | 36ª      |
| Il colmo                                | Federico Cerulli e Rossella Scialla                                       | Italia               | 1996 | 39ª      |
| Il computer innamorato                  | Stephanie Therrien                                                        | Canada               | 1996 | 39ª      |
| Il contadino                            | Giovanni Pellizzari                                                       | Italia               | 2010 | 53ª      |
| Il contrabbasso                         | Pietro Landini                                                            | Italia               | 2015 | 58ª      |
| Il corsaro nero è andato in pensione    | Francesco Icaro Cannito e Ruben Voci                                      | Italia               | 1991 | 34ª      |
| Il corsaro nero nero                    | Gabriele Silvestri                                                        | Italia               | 1976 | 19ª      |
| Il cuoco pasticcione                    | Federica Colucci                                                          | Italia               | 2000 | 43ª      |
| Il cuore del re                         | Sara Laconi                                                               | Italia               | 2014 | 57ª      |
| Il dialetto                             | Ludovica Ferrara, Giulio Giannini e Annachiara Monna                      | Italia               | 2000 | 43ª      |
| Il dialetto dell'amore                  | Ylenia Zobec                                                              | Italia               | 1993 | 36ª      |
| Il dinosauro di plastica                | Lorenzo Ravastini                                                         | Italia               | 2016 | 59ª      |
| Il dito in bocca                        | Alessandro Ferraro e Angiolina Gobbi                                      | Italia               | 1966 | 8ª       |
| Il dodicesimo                           | Mauro Della Morte                                                         | Italia               | 1966 | 8ª       |
| Il domani                               | Sara Guglielmelli                                                         | Italia               | 2014 | 57ª      |
| Il drago raffreddato                    | Elisa Ferri e Chiara Sapienza                                             | Italia               | 2005 | 48ª      |
| Il fabbro del paese                     | Sara Backberg                                                             | Finlandia            | 1981 | 24ª      |
| Il festival pop                         | Valentina Cadamuro                                                        | Italia               | 1973 | 15ª      |
| Il fiore di città                       | Fabio Barbieri                                                            | Italia               | 1976 | 19ª      |
| Il folletto bianco                      | Leena Untamala                                                            | Finlandia            | 1988 | 31ª      |
| Il gallo ha fatto l'uovo                | Janice Gomes Dias                                                         | Guinea-Bissau        | 2001 | 44ª      |
| Il gamberetto Pietro                    | Claudio Buson e Giancarlo Severi                                          | Italia               | 1971 | 13ª      |
| Il gatto mascherato                     | Filippo Zilio                                                             | Italia               | 2011 | 54ª      |
| Il gatto puzzolone                      | Mauro Farci                                                               | Italia               | 2004 | 47ª      |
| Il gelataio                             | María José Rocca Márquez                                                  | Venezuela            | 1987 | 30ª      |
| Il generale Giovanni                    | Giacomo Romito e Arturo Zitani                                            | Italia               | 1972 | 14ª      |
| Il gioco della rima                     | Rossella Colombin e Assunta Paravani                                      | Italia               | 1974 | 16ª      |
| Il gioco dell'alfabeto                  | Nimrod Starik e Shira Zawadzki                                            | Israele              | 2002 | 45ª      |
| Il gran concorso degli animali          | Sky Brillant Gutiérrez Díaz e Riccardo Ramini                             | Messico              | 1997 | 40ª      |
| Il gonghista                            | Mario Donato Vinci                                                        | Italia               | 2015 | 58ª      |
| Il guercio, il lungo, il nano           | Alberto Ausoni, Andrea Giannini e Roberto Sileoni                         | Italia               | 1973 | 15ª      |
| Il karatè                               | Daniele Borgatti e Tsuyoshi Suda                                          | Italia               | 1971 | 13ª      |
| Il katalicammello                       | Ylenia Recchia                                                            | Italia               | 1997 | 40ª      |
| Il leone piagnone                       | Carlotta Morelli                                                          | Italia               | 2024 | 67ª      |
| Il leprotto Pim Pum Pam                 | Bruno Piro                                                                | Italia               | 1967 | 9ª       |
| Il lungo, il corto il pacioccone        | Leonardo Barsotti, Gianluca Calderari e Massimo Colucci                   | Italia               | 1970 | 12ª      |
| Il maggiolino Cicciaboccia              | Fidalma Iantini e Liudmila Loglisci                                       | Italia               | 2006 | 49ª      |
| Il magico viaggio di Marco Polo         | Davide Confalone                                                          | Italia               | 2024 | 67ª      |
| Il maglione                             | Massimiliano Peralta                                                      | Italia               | 2022 | 65ª      |
| Il mago matto                           | Morena Cecere e Patrizia Orsi                                             | Italia               | 1974 | 16ª      |
| Il mare sa parlare                      | Shania Kathapurmall                                                       | Italia               | 2008 | 51ª      |
| Il Merill Tweet Tweet                   | Stefan Galea                                                              | Malta                | 1982 | 25ª      |
| Il mio amico Mosè                       | Marica Ricci e Pierfrancesco Rossi                                        | Italia               | 1998 | 41ª      |
| Il mio amico samurai                    | Shiori Kitada                                                             | Giappone             | 2005 | 48ª      |
| Il mio cuore è un gran pallone          | Emilia Eklund                                                             | Svezia               | 2005 | 48ª      |
| Il mio dentino dondola                  | Diana Barbera, Matteo Maestri, Manuela Micoli e Alessandra Mossali        | Italia               | 1991 | 34ª      |
| Il mio fratellino a distanza (Assulaiè) | Federica Pettineo                                                         | Italia               | 2003 | 46ª      |
| Il mio grande papà                      | Giuliano Montis e Angela Salfi                                            | Italia               | 1987 | 30ª      |
| Il mio mondo                            | Bianca Maino Varela                                                       | Portogallo           | 2008 | 51ª      |
| Il mio nasino                           | Massimo Spiccia                                                           | Italia               | 2012 | 55ª      |
| Il mio nonno è un DJ                    | Alessio Crescenzi                                                         | Italia               | 2004 | 47ª      |
| Il mio pappagallo                       | Petko Spassov Stefanov                                                    | Bulgaria             | 1996 | 39ª      |
| Il mondo alla rovescia                  | Susanna Marchetti                                                         | Italia               | 2022 | 65ª      |
| Il musichito                            | Nicole Maureen Frisk e Alexander Pisa                                     | Venezuela            | 1976 | 18ª      |
| Il naso ficcanaso                       | Roberto Linguerri e Stefania Linguerri                                    | Italia               | 1978 | 21ª      |
| Il naufrago                             | Michele Pirani                                                            | Italia               | 1989 | 32ª      |
| Il nome più bello                       | Felice Corna                                                              | Italia               | 1961 | 3ª       |
| Il nostro amico Onam                    | Mary Shruthi Raj                                                          | India                | 1990 | 33ª      |
| Il nostro festival                      | Floriana Maddalena Maiello                                                | Germania             | 2004 | 47ª      |
| Il panda con le ali                     | Maria Paola Chiummo                                                       | Italia               | 2022 | 65ª      |
| Il pescatore di stelle                  | Roberto Masoni                                                            | Italia               | 1963 | 5ª       |
| Il pescecane (solo un ciao)             | Giorgia Maria Voci                                                        | Italia               | 2017 | 60ª      |
| Il pesciolino stanco                    | Natalino di Mezzo                                                         | Italia               | 1969 | 11ª      |
| Il pianeta Grabov                       | Mario Scucces                                                             | Italia               | 2004 | 47ª      |
| Il pianeta Mallakà                      | Giorgio Cacco e Luciana Sabelli                                           | Italia               | 1982 | 25ª      |
| Il piccolo pescatore                    | Masahiko Nisawa e Yoshiko Nisawa                                          | Giappone             | 1982 | 25ª      |
| Il pinguino Belisario                   | Daniele Conti                                                             | Italia               | 1966 | 8ª       |
| Il pirata Gambamossia                   | Massimo Scagliarini e Rino Valeriani                                      | Italia               | 1976 | 18ª      |
| Il pistolero                            | Davide Caci                                                               | Italia               | 2005 | 48ª      |
| Il più dei canguri                      | Jill Keneally                                                             | Australia            | 1978 | 21ª      |
| Il più grande motore                    | Claudia Natale                                                            | Italia               | 1991 | 34ª      |
| Il presepe di stagnola                  | Renata Bignardi                                                           | Italia               | 1964 | 6ª       |
| Il principe Futù                        | Riccardo Rizzo, Greta Soroldoni e Ariel Grace Tori                        | Italia               | 2024 | 67ª      |
| Il pulcino ballerino                    | Viviana Stucchi                                                           | Italia               | 1964 | 6ª       |
| Il ramarro con tre erre                 | Ernesto Schinella                                                         | Italia               | 2002 | 45ª      |
| Il rap del peperoncino                  | Giuseppe Mallo                                                            | Italia               | 2011 | 54ª      |
| Il rock della K                         | Sebastiano Raciti                                                         | Italia               | 2000 | 43ª      |
| Il reggaetonno                          | Irene De Arcangelis e Giuseppe Piras                                      | Italia               | 2021 | 64ª      |
| Il riccio capriccio                     | Giuseppe Karol Di Capizzi                                                 | Italia               | 2021 | 64ª      |
| Il rompigatto                           | Dania Lascialfari                                                         | Italia               | 2015 | 58ª      |
| Il ruscelletto                          | Pupa Coverlizza, Luciano Guerreschi, Anna Maria Maranta, Isabella Maranta | Italia               | 1960 | 2ª       |
| Il segreto del sorriso                  | Sebastian Josef Huebel                                                    | Stati Uniti          | 2007 | 50ª      |
| Il semaforo                             | Maurizio Rossi                                                            | Italia               | 1968 | 10ª      |
| Il serpente balbuziente                 | Alessandro Pompeo                                                         | Italia               | 2020 | 63ª      |
| Il singhiozzo                           | Matteo Bellu                                                              | Italia               | 2001 | 44ª      |
| Il sirtaki di Icaro                     | Iliade Marescotti Kanarà                                                  | Grecia               | 2012 | 55ª      |
| Il sogno più bello                      | Flora Crispo e Maria Cristina Vitiello                                    | Italia               | 1995 | 38ª      |
| Il soldato millepiedi                   | Massimo Perin                                                             | Italia               | 1970 | 12ª      |
| Il sole e il girasole                   | Giada Mancini                                                             | Italia               | 1985 | 28ª      |
| Il sole verrà                           | Evgenia Otrandyk                                                          | Russia               | 1995 | 38ª      |
| Il sorpassista                          | Claudia Bosi, Cristiana Guastaroba e Barbara Piastri                      | Italia               | 1971 | 13ª      |
| Il sottomarino raffreddato              | Andrea Berti e Andrea Longhi                                              | Italia               | 1972 | 14ª      |
| Il super poliglotta                     | Eleonora Costanzo, Teti Musmeci e Raissa Pasquale                         | Italia               | 1996 | 39ª      |
| Il tappeto volante                      | Ana Ribeiro da Maia                                                       | Portogallo           | 1998 | 41ª      |
| Il teatrino                             | Armando Galimberti                                                        | Italia               | 1960 | 2ª       |
| Il tempo                                | María Belén Ísmodes Bisio                                                 | Uruguay              | 2003 | 46ª      |
| Il tesoro del re                        | Alessia e Fabio Lendrum                                                   | Regno Unito          | 1998 | 41ª      |
| Il tiptap del millepiedi                | Lara Polli                                                                | Italia               | 2003 | 46ª      |
| Il tiro all'orso                        | Tiziano Davi                                                              | Italia               | 1964 | 6ª       |
| Il topo con gli occhiali                | Domiziana Ponticelli                                                      | Italia               | 2001 | 44ª      |
| Il topo Zorro                           | Sergio Sanna                                                              | Italia               | 1968 | 10ª      |
| Il torrone                              | Lauretta Artom                                                            | Italia               | 1964 | 6ª       |
| Il tortellino                           | Massimo Bertolucci                                                        | Italia               | 2008 | 51ª      |
| Il triangolo Paiù                       | Francesco Cioli e Elena Masera                                            | Italia               | 1989 | 32ª      |
| Il valzer del moscerino                 | Cristina D'Avena                                                          | Italia               | 1968 | 10ª      |
| Il valzer della polenta                 | Agata Leanza                                                              | Italia               | 1983 | 26ª      |
| Il Verbivoro                            | Giacomo Pedini                                                            | Italia               | 2013 | 56ª      |
| Il vigile in gonnella                   | Lorenzo Marcuccetti e Efisietta Napolitano                                | Italia               | 1975 | 17ª      |
| Il violino di Angiolino                 | Biljana Ilieva                                                            | Bulgaria             | 1980 | 23ª      |
| In Australia c'è...                     | Raffaella Maffione                                                        | Australia            | 1987 | 30ª      |
| In bici in città                        | David Samuel Stingl                                                       | Austria              | 2005 | 48ª      |
| In punta di piedi                       | Bianca Maria Sammarco                                                     | Italia               | 1963 | 5ª       |
| In un mare caldo                        | Peter Shehata Maximos e Rita Tarek Gamil                                  | Egitto               | 1999 | 42ª      |
| Inventa una poesia                      | Maria Vincenza Carenza                                                    | Italia               | 2005 | 48ª      |
| Io col 2000                             | Alessandra Melis                                                          | Italia               | 1999 | 42ª      |
| Io con chi sto?                         | Ornella Baselice                                                          | Italia               | 1973 | 15ª      |
| Io darei non so che                     | Laetitia Bolot e Aymeric Fortin                                           | Francia              | 1989 | 32ª      |
| Io gioco                                | Alexandre Andrei Langlois                                                 | Francia              | 2007 | 50ª      |
| Io più te fa noi                        | Ștefan Cristian Atîrgovițoae                                              | Romania              | 2008 | 51ª      |
| Io pregherò                             | Aida Musaeva                                                              | Azerbaigian          | 2010 | 53ª      |
| Io sono un aquilotto                    | Juana Shtrepi                                                             | Albania              | 2005 | 48ª      |
| Io Tarzan, tu Jane                      | Sefora Esposito e Giuseppe Mascoli                                        | Italia               | 1985 | 28ª      |
| Issa, gira, butta, tira                 | Paola Noè                                                                 | Italia               | 1973 | 15ª      |
| Itik-Itik                               | Erik Kuhonta                                                              | Filippine            | 1981 | 24ª      |

## J
| Titolo del brano | Interprete                                  | Nazione partecipante | Anno | Edizione |
| ---------------- | ------------------------------------------- | -------------------- | ---- | -------- |
| Jingle Band      | Francesco Mazzotti Margapoti e Kira Pasotto | Italia               | 2024 | 67ª      |

## K
| Titolo del brano | Interprete      | Nazione partecipante | Anno | Edizione |
| ---------------- | --------------- | -------------------- | ---- | -------- |
| Kyro             | Eliana Altomare | Italia               | 2016 | 59ª      |

## L
| Titolo del brano                                  | Interprete                                                                                                | Nazione partecipante | Anno | Edizione |
| ------------------------------------------------- | --- | -------------------- | ---- | -------- |
| L'acciuga raffreddata                             | Eleonora Busacca                                                                                          | Italia               | 2022 | 65ª      |
| L'aeroplano                                       | Federica Verolino                                                                                         | Italia               | 2007 | 50ª      |
| L'albero                                          | Ted Koob e Joe Polfer                                                                                     | Lussemburgo          | 1999 | 42ª      |
| L'albero della cuccagna                           | Elena Botti e Fabrizio Temprini                                                                           | Italia               | 1975 | 17ª      |
| L'allegria                                        | Roxana Costantinescu e Lucia Mele                                                                         | Romania              | 1989 | 32ª      |
| L'altalena                                        | Ela Di Natale                                                                                             | Italia               | 1961 | 3ª       |
| L'ambasciatore di Paranà                          | Caterina Frola                                                                                            | Italia               | 2002 | 45ª      |
| L'amicizia è...                                   | Natasa Cizova                                                                                             | Russia               | 1997 | 40ª      |
| L'amico albero                                    | Marina Ceruso, Giorgia Ferro e Barbara Riccarelli                                                         | Italia               | 1985 | 28ª      |
| L'amico dei perché                                | Kelly Ann Milne                                                                                           | Irlanda              | 2001 | 44ª      |
| L'amico mio fantasma                              | Erika Terragni                                                                                            | Italia               | 2005 | 48ª      |
| L'amico mio più amico                             | Gade Ndiaye                                                                                               | Senegal              | 1980 | 23ª      |
| L'angioletto in blue-jeans                        | Annamaria Cardone e Pasquale Lorusso                                                                      | Italia               | 1975 | 17ª      |
| L'anisello Nunù                                   | Nicole Marzaroli                                                                                          | Italia               | 2017 | 60ª      |
| L'aquilone                                        | Rossella Ambrosiani                                                                                       | Italia               | 1962 | 4ª       |
| L'aquilone dei sogni                              | Mariko Kawabata                                                                                           | Giappone             | 1987 | 30ª      |
| L'astronave di capitan Rottame                    | Marco Palmas                                                                                              | Italia               | 1996 | 39ª      |
| L'estate sta iniziando                            | Alessandro Lucillo                                                                                        | Italia               | 2024 | 67ª      |
| L'inno del girino                                 | Carlo Antonio Fortino, Irene Lucarelli e Marta Sisto                                                      | Italia               | 2019 | 62ª      |
| L'ochetta Gelsomina                               | Roberta Soldano                                                                                           | Italia               | 1966 | 8ª       |
| L'ocona Sgangherona                               | Natalia Vigorita                                                                                          | Italia               | 1990 | 33ª      |
| L'omino della luna                                | Alberto Sanna                                                                                             | Italia               | 1969 | 11ª      |
| L'orangotango bianco                              | Valentina Peis                                                                                            | Italia               | 2016 | 59ª      |
| L'orologio del nonno                              | Maria Grazia Sinatra                                                                                      | Italia               | 1960 | 2ª       |
| L'orsacchiotto dall'oblò                          | Gabriel Nardon                                                                                            | Italia               | 2014 | 57ª      |
| L'orso canterino                                  | Sergio Manuel Tamayo Viera                                                                                | Cuba                 | 2004 | 47ª      |
| L'orso col ghiacciolo                             | Benedetta Morzetta                                                                                        | Italia               | 2022 | 65ª      |
| L'orso Giovanni                                   | Massimo Ferluga, Alessia Franchini e Tiziana Taveri                                                       | Italia               | 1974 | 16ª      |
| L'ovino alla coque                                | Giuseppe Di Terlizzi                                                                                      | Italia               | 1996 | 39ª      |
| L'ultima spiaggia                                 | Valentina Tripodoro                                                                                       | Italia               | 1984 | 27ª      |
| La baby radio                                     | Ivan Vespa                                                                                                | Italia               | 1981 | 24ª      |
| La ballata dei calzini spaiati                    | Marianna Cecchin e Matteo Pirrello                                                                        | Italia               | 2017 | 60ª      |
| La ballata del caballito moro                     | Alejandro González                                                                                        | Panama               | 1985 | 28ª      |
| La ballata del principe azzurro                   | Maranthà Lanfranchi e Samuele Ostan                                                                       | Italia               | 2012 | 55ª      |
| La ballata dell'orso brutto                       | Silvana Focile                                                                                            | Italia               | 1973 | 15ª      |
| La ballata degli elefanti                         | Vincenzo Pellegrino                                                                                       | Italia               | 1970 | 12ª      |
| La banda del cortile                              | Salvatore Mazzonello e Michela Nati                                                                       | Italia               | 1975 | 17ª      |
| La banda del formaggio                            | Katia Fasoli e Luigi Merici                                                                               | Italia               | 1972 | 14ª      |
| La banda della pastasciutta                       | Angelica Gobbo, Mario Antonio Pascale e Lorenzo Pennacchio                                                | Italia               | 2018 | 61ª      |
| La banda dello zoo                                | Paolo Bellucco, Annarita Colturato, Vanda de Iuliis, Roberto Garofalo, Massimo Mapelli e Monica Peverelli | Italia               | 1968 | 10ª      |
| La banda sbanda                                   | Andrea Leonardi                                                                                           | Italia               | 2012 | 55ª      |
| La barchetta di carta                             | Sandra Martinatti                                                                                         | Italia               | 1961 | 3ª       |
| La barchetta di carta                             | Alba Nacinovich                                                                                           | Croazia              | 1993 | 36ª      |
| La bella la figlia del re                         | Annalisa Osto                                                                                             | Italia               | 1966 | 8ª       |
| La bella topolina                                 | | Italia               | 1959 | 1ª       |
| La bugia                                          | Maddalena Luiso                                                                                           | Italia               | 2024 | 67ª      |
| La buona volontà                                  | Gianluca Gianniberti e Mimmo Pelliccio                                                                    | Italia               | 1977 | 20ª      |
| La canzone                                        | Marina Oliveira Pacheco                                                                                   | Portogallo           | 1994 | 37ª      |
| La canzone dei chicchi di riso                    | Mark Angelo Magmanlac                                                                                     | Filippine            | 1999 | 42ª      |
| La canzone dei colori                             | Matteo Carraretto, Mattia Galleani e Andrea Saracino                                                      | Italia               | 1990 | 33ª      |
| La canzone dei poeti                              | Carlo Angelotti                                                                                           | Italia               | 1961 | 3ª       |
| La canzone della settimana                        | Chiara Paumgardhen                                                                                        | Italia               | 2022 | 65ª      |
| La canzone della luna                             | Carlo Angelotti                                                                                           | Italia               | 1967 | 9ª       |
| La canzone di Kian                                | Cian O'Luanaigh                                                                                           | Unione europea       | 1992 | 35ª      |
| La canzone più facile del mondo                   | Chiara Luna Onorati                                                                                       | Italia               | 2006 | 49ª      |
| La casa stregata                                  | Gaia Colella e Claudia Fiorito                                                                            | Italia               | 2023 | 66ª      |
| La cicala                                         | Alfons Baba                                                                                               | Albania              | 1992 | 35ª      |
| La cicala latina                                  | Victoria Cosentino                                                                                        | Italia               | 2018 | 61ª      |
| La coccinella sul go-kart                         | Speranza Rizza e Serena Santucci                                                                          | Italia               | 2000 | 43ª      |
| La cometa ha perso la coda                        | Claudia Graziani e Mihoko Shimoura                                                                        | Italia               | 1974 | 16ª      |
| La conta                                          | Valere Iradukunda                                                                                         | Ruanda               | 1990 | 33ª      |
| La corriera del far West                          | Andrea Giacometti, Luana Landi e Chiara Pacciorini Job                                                    | Italia               | 1971 | 13ª      |
| La danza di Rosinka                               | Ivelina Andreeva Rosenova e Tonika Andreeva Rosenova                                                      | Bulgaria             | 2009 | 52ª      |
| La doccia col cappotto                            | Francesca Melis e Giulia Panfilio                                                                         | Italia               | 2009 | 52ª      |
| La dottoressa Lulù                                | Nicole Azzopardi                                                                                          | Malta                | 2006 | 49ª      |
| La favola della gatta miagola                     | Elisabetta Bambini, Ivana Benedetti e Antonella Fazio                                                     | Italia               | 1964 | 6ª       |
| La felicità                                       | Eliana Suriano                                                                                            | Italia               | 1982 | 25ª      |
| La figlia del re di Castiglia                     | Sandro Bianchi e Jole Dalla Riva                                                                          | Italia               | 1975 | 17ª      |
| La filastrocca delle vocali                       | Simona Forte                                                                                              | Italia               | 2021 | 64ª      |
| La formula magica                                 | Maaike De Wit                                                                                             | Paesi Bassi          | 2006 | 49ª      |
| La frutta e la verdura                            | Ginevra Iannì                                                                                             | Italia               | 2023 | 66ª      |
| La gallina brasiliana                             | Giorgia Bertolani, Carla Carbonaro e Matteo Copparoni                                                     | Italia               | 2002 | 45ª      |
| La gallina Coccouà                                | Assunta Berti e Maria Laura Scavone                                                                       | Italia               | 1972 | 14ª      |
| La gallina ha fatto l'uovo                        | Monica Ingletti                                                                                           | Italia               | 1987 | 30ª      |
| La gallina Painè                                  | Alice Roitberg                                                                                            | Argentina            | 2001 | 44ª      |
| La giacca rotta                                   | Raymond Debono                                                                                            | Italia               | 1962 | 4ª       |
| La giostra del carillon                           | Carla Questa                                                                                              | Italia               | 1963 | 5ª       |
| La giraffa Genoveffa                              | Preben Nylokken                                                                                           | Norvegia             | 1995 | 38ª      |
| La gondola nel secchio                            | Ornella Malavasi                                                                                          | Italia               | 1965 | 7ª       |
| La guerra dei mutandoni                           | Antonella Cozzolino e Teresa Viglianisi                                                                   | Italia               | 2003 | 46ª      |
| La lucciola nel taschino                          | Gaetano Tartaglia                                                                                         | Italia               | 1967 | 9ª       |
| La lumaca Elisabetta                              | Eleonora Vespasiano                                                                                       | Italia               | 2009 | 52ª      |
| La luna è matta                                   | Daniela Scaglioni                                                                                         | Italia               | 1969 | 11ª      |
| La mamma della mamma                              | Liliana Neglia                                                                                            | Italia               | 1998 | 41ª      |
| La mamma sa, la mamma è...                        | Zehai e Ruth Jassu                                                                                        | Eritrea Etiopia      | 1979 | 22ª      |
| La marmellata innamorata                          | Mia Bondì                                                                                                 | Italia               | 2018 | 61ª      |
| La mazurca della mela Annurca                     | Marcin Ziółkowski                                                                                         | Polonia              | 1984 | 27ª      |
| La mela della vita, la mela dell'amore            | Alexis Dupré De Boulois                                                                                   | Francia              | 1985 | 28ª      |
| La memoria                                        | Asia Loi                                                                                                  | Italia               | 2019 | 62ª      |
| La mia automobilissima velocissima di cartapecora | Riccardo Duecento                                                                                         | Italia               | 1992 | 35ª      |
| La mia bidella Candida                            | Giulia Sbaraglia                                                                                          | Italia               | 1999 | 42ª      |
| La mia casa                                       | Eleonora Mezza e Flavia Prosperi                                                                          | Italia               | 2014 | 57ª      |
| La mia dolce Nellì                                | Gabriele Cantarelli                                                                                       | Italia               | 1980 | 23ª      |
| La mia età                                        | Eleonora Sfarzi                                                                                           | Regno Unito          | 2009 | 52ª      |
| La mia nave fantastica                            | Paola Govoni                                                                                              | Italia               | 1964 | 6ª       |
| La mia ombra                                      | Ludovica Schiano Di Zenise                                                                                | Italia               | 2009 | 52ª      |
| La mia orchestra                                  | Limarys Martin Pages                                                                                      | Cuba                 | 1999 | 42ª      |
| La mia Suisse                                     | Eleonora Brenni                                                                                           | Svizzera             | 2006 | 49ª      |
| La mini astronave                                 | Salvatore Cappelluccio e Maria Luisa Ferlito                                                              | Italia               | 1972 | 14ª      |
| La mini-coda                                      | Laura Mollica                                                                                             | Italia               | 1967 | 9ª       |
| La mongolfiera con il golf                        | Antonio Carli, Lara Pallaro e Bernardina Puiatti                                                          | Italia               | 1975 | 17ª      |
| La moto da motocross                              | Fabio Orsini                                                                                              | Italia               | 1970 | 12ª      |
| La mucca e i semi di zucca                        | Marco Erriu                                                                                               | Italia               | 1996 | 39ª      |
| La nave Gelsomina Dirindirindina                  | Antonella Baldini e Stefano Romanelli                                                                     | Italia               | 1970 | 12ª      |
| La Niña, la Pinta e la Santa Maria                | Alessandro Contino, Giuseppe Spera e Alessandro Tonelli                                                   | Italia               | 1999 | 42ª      |
| La nonna di Beethoven                             | Michele Carluccio                                                                                         | Italia               | 1993 | 36ª      |
| La nuvola bianca e la nuvola nera                 | Patrizia Zema                                                                                             | Italia               | 1969 | 11ª      |
| La pace c'è!                                      | Ahmed M'rad                                                                                               | Tunisia              | 2002 | 45ª      |
| La Paella                                         | Carmen González Aranda                                                                                    | Spagna               | 2011 | 54ª      |
| La palma dell'acqua                               | Amelia Fenosoa Casiello                                                                                   | Madagascar           | 2011 | 54ª      |
| La pecorella al bosco                             | Ilaria Gavaini, Chicco Giuliani, Giuseppina Perra, Armando Pintaudi e Gianna Poli                         | Italia               | 1967 | 9ª       |
| La pioggia                                        | Yumiko Ashikawa                                                                                           | Giappone             | 1997 | 40ª      |
| La piramide                                       | Fabio Floritelli, Filippo Leonardi e Nicole Rivano                                                        | Italia               | 1981 | 24ª      |
| La più bella nonna ce l'ho io                     | Kaishik Jayakar                                                                                           | India                | 1978 | 21ª      |
| La piuma rossa                                    | Mary Rose Darmanin                                                                                        | Italia               | 1964 | 6ª       |
| La ranocchia pintistrocchia                       | Anastasia Tranchina                                                                                       | Italia               | 2013 | 56ª      |
| La rosa e il bambino                              | Martina Galasso e Alyssia Palombo                                                                         | Italia               | 2018 | 61ª      |
| La Rosella                                        | Rebecca Marie La Manna Fin                                                                                | Australia            | 1991 | 34ª      |
| La scatola dei tesori                             | Paula Ribó González                                                                                       | Spagna               | 1996 | 39ª      |
| La scimmia, la volpe e le scarpe                  | Ryōma Kainuma                                                                                             | Giappone             | 2010 | 53ª      |
| La slitta vagabonda                               | Alessia Baccaglini e Massimiliano Lupieri                                                                 | Italia               | 1975 | 17ª      |
| La stella di latta                                | Lorenzo Bedogni, Antonio Canino, Marco Civolani, Raymond Debono e Giuseppe Marica                         | Italia               | 1962 | 4ª       |
| La stellina                                       | Catarina Atanázio                                                                                         | Portogallo           | 2004 | 47ª      |
| La storia del fiume                               | Zoe Turnheer                                                                                              | Svizzera             | 1988 | 31ª      |
| La sveglia birichina                              | Fabiola Ricci e Caterina Zarelli                                                                          | Italia               | 1973 | 15ª      |
| La Tarantola                                      | Sofia Gentile                                                                                             | Italia               | 2014 | 57ª      |
| La tartaruga sprint                               | Ada Lalovich                                                                                              | Italia               | 1973 | 15ª      |
| La teresina                                       | Francesca Bernardi e Antonio Marchesini                                                                   | Italia               | 1976 | 18ª      |
| La terra è una palla                              | Alessandra Nocchi                                                                                         | Italia               | 1994 | 37ª      |
| La terraluna                                      | Hala Al Sabbagh                                                                                           | Siria                | 1998 | 41ª      |
| La torre degli asinelli                           | Lorenza Bauer e Stefania Toccafondi                                                                       | Italia               | 1972 | 14ª      |
| La torta di pere e cioccolato                     | Lucrezia Agostini                                                                                         | Italia               | 2006 | 49ª      |
| La tromba del pagliaccio                          | Ivonne Villante                                                                                           | Italia               | 1965 | 7ª       |
| La vacanza ideale                                 | David Juan Navarro Solano                                                                                 | Italia               | 2020 | 63ª      |
| La vera storia del salice piangente               | Elisabetta Marino e Giuseppe Mundula                                                                      | Italia               | 1975 | 17ª      |
| La vera storia di Noè                             | Nadia Otoo                                                                                                | Italia               | 2016 | 59ª      |
| La vera storia di Rock e Roll                     | Christian Grazioli e Monica Spagnoletti                                                                   | Italia               | 1980 | 23ª      |
| La zanzara                                        | Liviana Zanelli                                                                                           | Italia               | 1963 | 5ª       |
| Le api del convento                               | Ilenia Gallus e Pamela Galoppi                                                                            | Italia               | 1976 | 19ª      |
| Le barche della bontà                             | Anthony Wooden                                                                                            | Stati Uniti          | 1992 | 35ª      |
| Le frittelle                                      | Fabio Spasiano                                                                                            | Italia               | 1987 | 30ª      |
| Le galline intelligenti (ma sgrammaticate!)       | Giada Pontoni e Matilde Zama                                                                              | Italia               | 2012 | 55ª      |
| Le guardie hanno i baffi                          | Raffaele Lomonaco                                                                                         | Italia               | 1969 | 11ª      |
| Le impronte del cuore                             | Alice Martino e Giorgia Salerno                                                                           | Italia               | 2015 | 58ª      |
| Le mie tasche                                     | Carlo Ventosi                                                                                             | Italia               | 1963 | 5ª       |
| Le note son bambine                               | Giampaola Bueno e Reanna Grace Naraja Mallillin                                                           | Filippine            | 2004 | 47ª      |
| Le oche del Campidoglio                           | Linda Gnoato e Davide Marrese                                                                             | Italia               | 2000 | 43ª      |
| Le parce que des pourquoi                         | Océane Larcher                                                                                            | Francia              | 2015 | 58ª      |
| Le piccole cose belle                             | Alice Risolino                                                                                            | Italia               | 2008 | 51ª      |
| Le stelle                                         | Vittorio Dognini                                                                                          | Italia               | 1961 | 3ª       |
| Le tagliatelle di nonna Pina                      | Ottavia Dorrucci                                                                                          | Italia               | 2003 | 46ª      |
| Lettera a Pinocchio                               | Giusi Guercilena e Loredana Taccani                                                                       | Italia               | 1959 | 1ª       |
| Lettera di Natale                                 | | Italia               | 1959 | 1ª       |
| Libertà è un paio d'ali                           | Milan Houžvička                                                                                           | Cecoslovacchia       | 1976 | 19ª      |
| Libus                                             | Alessandro De Muro                                                                                        | Italia               | 2010 | 53ª      |
| Lo gnomo Deodato                                  | Francesca Blasiol                                                                                         | Italia               | 2012 | 55ª      |
| Lo scriverò nel vento                             | Deniz Ünel                                                                                                | Turchia              | 2006 | 49ª      |
| Lo senti anche tu                                 | Martina Guglielmelli                                                                                      | Italia               | 2017 | 60ª      |
| Lo stelliere                                      | Gabriele Carlini                                                                                          | Italia               | 2002 | 45ª      |
| Lo zio Bé                                         | Aljaksej Žyhalkovič                                                                                       | Bielorussia          | 2005 | 48ª      |
| Luccioletta, dove sei?                            | Elisa Pucci                                                                                               | Italia               | 1992 | 35ª      |
| Lumacher                                          | Danilo Napolitano                                                                                         | Italia               | 1999 | 42ª      |
| Luna park                                         | John Sultana                                                                                              | Italia               | 1962 | 4ª       |
| Lupo Teodoro                                      | Giovanni Barelli                                                                                          | Italia               | 2012 | 55ª      |

## M
| Titolo del brano                 | Interprete                                          | Nazione partecipante | Anno | Edizione |
| -------------------------------- | --------------------------------------------------- | -------------------- | ---- | -------- |
| Ma che cosa ci posso fare        | Carla dall'Osto                                     | Italia               | 1976 | 19ª      |
| Ma che febbre dispettosa         | Barbara Fabbri                                      | Italia               | 1980 | 23ª      |
| Ma che magia                     | Simona Peluffo                                      | Italia               | 1981 | 24ª      |
| Ma che mondo l'acquario!         | Virginia Siddi                                      | Italia               | 2007 | 50ª      |
| Ma che pizza                     | Antonella Di Donato, Marco Fantini e Pietro Lavalle | Italia               | 1994 | 37ª      |
| Ma chi l'ha detto...             | Giusy Crupi e Paolo Pepe                            | Italia               | 1995 | 38ª      |
| Ma dov'è quel porcellino?        | Stefano Cabbua, Roberta Troiano e Giorgia Troiano   | Italia               | 1975 | 17ª      |
| Ma lui non sa che io lo so       | Antonio Masala                                      | Italia               | 1988 | 31ª      |
| Ma va là!                        | Trà Lê Nguyễn Hương                                 | Vietnam              | 2003 | 46ª      |
| Maddalena, la balena             | Federica Basile                                     | Italia               | 1992 | 35ª      |
| Madre bambina                    | Marina Calivi e Claudia Mangini                     | Italia               | 1999 | 42ª      |
| Maggio                           | Selma El Saeed                                      | Sudan                | 1978 | 21ª      |
| Magia                            | Angela Blondeaux                                    | Italia               | 1959 | 1ª       |
| Magico                           | Giuseppina Demartis, Chiara Guerra e Martina Iori   | Italia               | 2003 | 46ª      |
| Magunda                          | Grace Ssentongo e Gertrude Ssentongo                | Uganda               | 1981 | 24ª      |
| Mambo rimambo                    | Frida Ruggeri                                       | Italia               | 2022 | 65ª      |
| Mami papi                        | Louise Jansen                                       | Germania             | 1993 | 36ª      |
| Mamma che stress                 | Martina Fabbri                                      | Italia               | 1993 | 36ª      |
| Mamma Folletta                   | Fredrik Gustavsson                                  | Svezia               | 1979 | 22ª      |
| Mamma tutto                      | Natale Shura                                        | Francia              | 1976 | 18ª      |
| Manue-e-lo                       | Claudio Gazzotti                                    | Italia               | 1970 | 12ª      |
| Marco Polo                       | Cheng Lì e Cheng Pin                                | Cina                 | 1980 | 23ª      |
| Marcobaleno                      | Agostino Acquaviva                                  | Italia               | 2002 | 45ª      |
| Me l'ha detto un uccellino       | Tommaso Ricci                                       | Italia               | 1964 | 6ª       |
| Me la faccio sotto               | Maksym Zhukovski                                    | Italia               | 2018 | 61ª      |
| Mediterraneamente                | Alessandro Gibilisco                                | Italia               | 2017 | 60ª      |
| Meraviglioso è                   | Giulia Murrai                                       | Italia               | 2018 | 61ª      |
| Messer Galileo                   | Edoardo Pachera                                     | Italia               | 2009 | 52ª      |
| Metti avanti il cuore            | Alina Angela Cossu e Alessandro Lorefice            | Italia               | 2018 | 61ª      |
| Metti la canottiera              | Leonardo Curcio                                     | Italia               | 1994 | 37ª      |
| Mettiamo su la band              | Ferdinando Catapano                                 | Italia               | 2022 | 65ª      |
| Mettiamoci a ballare             | Karolina Olczedajewska                              | Polonia              | 1989 | 32ª      |
| Mettici la salsa!                | Alessia Mirra                                       | Italia               | 2019 | 62ª      |
| Mi regali una ciambella?         | Giovanna Scandale e Marco Merola                    | Italia               | 1984 | 27ª      |
| Mille fragole                    | Maryam Pagliarone                                   | Italia               | 2022 | 65ª      |
| Mille orsacchiotti               | Cinzia Baltacci                                     | Italia               | 1962 | 4ª       |
| Mille voci una voce              | Ol'ga Malachova                                     | Unione Sovietica     | 1987 | 30ª      |
| Mille scarpe                     | Christine Merville Khegne                           | Italia               | 2020 | 63ª      |
| Minnie                           | Jacqueline Spiteri                                  | Malta                | 1993 | 36ª      |
| Mister Spazzolino                | Valentina Maria Basile                              | Italia               | 2023 | 66ª      |
| Mitico angioletto                | Annibale Marchesini e Gisella Viaro                 | Italia               | 1999 | 42ª      |
| Mister Doing (il signor canguro) | Simone Cavallaro                                    | Italia               | 2013 | 56ª      |
| Mono Monopattino                 | Sara Startari                                       | Italia               | 2014 | 57ª      |
| Monta in mountain bike           | Filippo Gasparre                                    | Italia               | 1991 | 34ª      |
| Mosca                            | Giuseppe Lorusso                                    | Italia               | 2011 | 54ª      |
| Mother's day                     | Iona Limond                                         | Regno Unito          | 1990 | 33ª      |
| Mozart è stato gestito male      | Davide Bellemo e Martina Serravalle                 | Italia               | 2020 | 63ª      |
| Musicante giramondo              | Andrej Popov                                        | Unione Sovietica     | 1982 | 25ª      |

## N
| Titolo del brano                | Interprete                                    | Nazione partecipante | Anno | Edizione |
| ------------------------------- | --------------------------------------------- | -------------------- | ---- | -------- |
| Napoleone va in pensione        | Letizia Pisu                                  | Italia               | 2018 | 61ª      |
| Né bianco, né nero              | Caterina Melina                               | Italia               | 1992 | 35ª      |
| Nel duemila                     | Arrigo Fattiboni                              | Italia               | 1977 | 20ª      |
| Nella bottega di Mastro Andrè   | Ana Rita Marques Guimarães                    | Portogallo           | 1978 | 21ª      |
| Nero nero                       | Isabel Tangerini                              | Italia               | 2018 | 61ª      |
| Nettuno netturbino              | Daniele Presterà                              | Italia               | 1988 | 31ª      |
| NG New Generation               | Stefano Nardin                                | Italia               | 2021 | 64ª      |
| Nicchi sgnacchi mucchi mucchi   | Paola Delle Femmine                           | Italia               | 1969 | 11ª      |
| Ninna la ninna ninna ninna oh   | Roberta Spampinato                            | Italia               | 2006 | 49ª      |
| Ninna nanna degli animaletti    | Alessandra Bottesini e Sabrina Piacentini     | Italia               | 1971 | 13ª      |
| Ninna nanna del chicco di caffè | Barbara Bernardi                              | Italia               | 1970 | 12ª      |
| Ninna nanna di sua Maestà       | Antonio Cioci, Alessia De Marco e Maria Guano | Italia               | 2017 | 60ª      |
| Ninna nanna per non dormire     | Luca Lombardi e Sistiana Lombardi             | Italia               | 1984 | 27ª      |
| Ninna nanna, malandrino         | Nadia Fantino                                 | Italia               | 1981 | 24ª      |
| Ninnaneve                       | Fiamma Boccia                                 | Italia               | 2013 | 56ª      |
| Noi noi noi                     | Pablo Vidal                                   | Uruguay              | 1988 | 31ª      |
| Non capisci un tubo             | Gabriele Tonti                                | Italia               | 2019 | 62ª      |
| Non ci cascheremo mai           | Salvatore Flamini                             | Italia               | 2023 | 66ª      |
| Non ci gioco più                | José Giulherme Da Gama                        | Brasile              | 1985 | 28ª      |
| Non lo faccio più               | Gianfranco Tonello                            | Italia               | 1963 | 5ª       |
| Non perder la pazienza, mamma   | Pascale Carbonara                             | Curaçao              | 1976 | 19ª      |
| Non pianger, piccino mio        | Folasade Falase                               | Nigeria              | 1976 | 19ª      |
| Non voglio cantare              | Chiara Piccioli                               | Italia               | 2000 | 43ª      |
| Nonna Rock                      | Martina Galia                                 | Italia               | 2024 | 67ª      |
| Nonna-ni-nonnina                | Maria Paola Martinelli e Michela Rudello      | Italia               | 1974 | 16ª      |
| Nonni nonni                     | Sebastiano Cicciarella e Virginia Floris      | Italia               | 2002 | 45ª      |
| Nonno Superman                  | Elena Masiero                                 | Italia               | 1990 | 33ª      |
| Novembre                        | Lina Jurevičiūtė                              | Lituania             | 2001 | 44ª      |
| Nozze nel bosco                 | Olaf Stief                                    | Germania             | 1976 | 19ª      |

## O
| Titolo del brano                   | Interprete                     | Nazione partecipante | Anno | Edizione |
| ---------------------------------- | ------------------------------ | -------------------- | ---- | -------- |
| O tucano goleador                  | Claudio Rosato                 | Italia               | 2019 | 62ª      |
| Oh che bella balla                 | Salome Hadji Neophytou         | Cipro                | 1983 | 26ª      |
| Oh mamà, papà                      | Matteo Rosati                  | Italia               | 1987 | 30ª      |
| Ohi Ohi Ohi! (Càpitano tutte a me) | Yuri Pereira Leal              | Brasile              | 1996 | 39ª      |
| OK boy!                            | Elodie Fiat                    | Francia              | 1995 | 38ª      |
| Olga, la tata del Volga            | Giulia Avancini                | Italia               | 2003 | 46ª      |
| Ombretta del Missisipì             | Mauro Cingia e Silvia Senatore | Italia               | 1985 | 28ª      |
| Orazio, cane dello spazio          | Mario Giordano                 | Italia               | 1966 | 8ª       |

## P
| Titolo del brano                 | Interprete                                | Nazione partecipante | Anno | Edizione |
| -------------------------------- | ----------------------------------------- | -------------------- | ---- | -------- |
| Padre Celeste                    | Cedric Lungwa                             | Zaire                | 1991 | 34ª      |
| Padre nostro che sei dappertutto | Sofia Aricò e Francesca Degasperi         | Italia               | 1976 | 18ª      |
| Pancho l'eroe del Texas          | Enrico Bellati                            | Italia               | 1973 | 15ª      |
| Panna e cioccolato               | Mmarona Jacqueline Koshane e Skye Pienaar | Sudafrica            | 1997 | 40ª      |
| Pappapero                        | Nicole Catalano                           | Italia               | 2020 | 63ª      |
| Papà non fumare                  | Cristina Ariosto e Danilo Vizzarro        | Italia               | 1988 | 31ª      |
| Papà ritorna bambino             | Andrea Ugulini                            | Italia               | 1963 | 5ª       |
| Parapapà                         | Marco Guidarini                           | Italia               | 1967 | 9ª       |
| Parla tu che parlo io            | Lídia Kovács                              | Ungheria             | 1986 | 29ª      |
| Partiam, sì, sì, partiam!        | Gregory Bonfatti ed Enrico d'Agostino     | Italia               | 1971 | 13ª      |
| Patataj                          | Joanna Strembicka                         | Polonia              | 2004 | 47ª      |
| Penna nera                       | Vincent Cutayar                           | Italia               | 1963 | 5ª       |
| Pepito de la Pampa               | Salvatore Plano                           | Italia               | 1973 | 15ª      |
| Per me cantare è un gioco        | Diana Yamile Rubio Vásquez                | Spagna               | 1984 | 27ª      |
| Per un amico                     | Lucilla Minervini                         | Italia               | 2002 | 45ª      |
| Per un bicchier di vino          | Catia Gazzotti                            | Italia               | 1970 | 12ª      |
| Per un capello in più            | Mariano Autuori                           | Italia               | 1978 | 21ª      |
| Per un ditino nel telefono       | Cinzia Basenghi e Andrea Sirotti          | Italia               | 1967 | 9ª       |
| Per un però                      | Anna Vicciantuoni                         | Italia               | 2016 | 59ª      |
| Per un pezzetto di terra         | Gabriele Siena e Beatrice Vaccaro         | Italia               | 2024 | 67ª      |
| Per una frittella                | Maria Ylenia Dimito e Antonella Massaro   | Italia               | 1981 | 24ª      |
| Pesci, bimbi e draghi            | Mimako Soga                               | Giappone             | 1991 | 34ª      |
| Pesciolino Rosso                 | Alfonso Belfiore                          | Italia               | 1961 | 3ª       |
| Pesciolino Rosso                 | Serena Signorile                          | Italia               | 1993 | 36ª      |
| Piccolo indiano                  | Guglielmo Zolesi                          | Italia               | 1961 | 3ª       |
| Piccolo uomo nero                | Stefania Carlini e Christian Palmieri     | Italia               | 1983 | 26ª      |
| Pigiama Party                    | Susanna Mauer                             | Germania             | 2009 | 52ª      |
| Pikku peikko                     | Iacopo Cioni e Annika Martin Anello       | Finlandia            | 2016 | 59ª      |
| Pilù                             | Luciano Guerreschi                        | Italia               | 1960 | 2ª       |
| Piove con il sole                | Tinatin Jamburia                          | Georgia              | 1998 | 41ª      |
| Piove, piove                     | Bennett Francis                           | India                | 2001 | 44ª      |
| Pipistrello radar                | Dominika Stráňavská                       | Cecoslovacchia       | 1990 | 33ª      |
| Pippo e la motoretta             | Alice Giella                              | Italia               | 2020 | 63ª      |
| Plik e Pluk                      | Luisa Saggiomo e Giorgia Toscano          | Italia               | 2013 | 56ª      |
| Popoff                           | Walter Brugiolo                           | Italia               | 1967 | 9ª       |
| Potevo nascere gattino           | Vittoria Spedaliere                       | Italia               | 2021 | 64ª      |
| Preghiera                        | Yefa Nana Obeng Kujo                      | Ghana                | 1998 | 41ª      |
| Prendi un'emozione               | Greta Cacciolo                            | Italia               | 2015 | 58ª      |
| Prova a sorridere                | Emilia Boccia                             | Italia               | 2011 | 54ª      |
| Pubbli pubbli pubblicità         | Emanuele Piseddu                          | Italia               | 1986 | 29ª      |
| Puz Puz Puzzola                  | Céline Dunoyer                            | Italia               | 2023 | 66ª      |

## Q
| Titolo del brano                | Interprete                                        | Nazione partecipante | Anno | Edizione |
| ------------------------------- | ------------------------------------------------- | -------------------- | ---- | -------- |
| Quando due bambini              | Wen Cing Sun                                      | Cina                 | 1984 | 27ª      |
| Quando è l'ora di fare la nanna | Renata Gastaldo                                   | Italia               | 1966 | 8ª       |
| Quando la tigre non ci sarà più | Valeria Bollino, Laura Lombardi e Anna Marsonetto | Italia               | 1998 | 41ª      |
| Quarantaquattro gatti           | Barbara Ferigo                                    | Italia               | 1968 | 10ª      |
| Quartetto                       | Giusi Guercilena                                  | Italia               | 1959 | 1ª       |
| Quattro chiacchiere in famiglia | Nicoletta della Corte e Paola Nastri              | Italia               | 1971 | 13ª      |
| Quattrocentocinquanta bottoni   | Andrea Palmiotti                                  | Italia               | 1976 | 18ª      |
| Quel bulletto del carciofo      | Chiara Masetti                                    | Italia               | 2016 | 59ª      |
| Quel secchione di Leonardo      | Maria Cristina Camarda e Jacopo Golin             | Italia               | 2013 | 56ª      |
| Quell'anello d'oro              | Maria Luce Gamboni                                | Italia               | 2004 | 47ª      |
| Quello che mi aspetto da te     | Arianna Pinna                                     | Italia               | 2012 | 55ª      |
| Questo samba                    | Carmen Pereira Guerra                             | Brasile              | 1992 | 35ª      |

## R
| Titolo del brano          | Interprete                               | Nazione partecipante | Anno | Edizione |
| ------------------------- | ---------------------------------------- | -------------------- | ---- | -------- |
| Radio Criceto 33          | Giuliana Cascone                         | Italia               | 2007 | 50ª      |
| Radio Giungla             | Olga Rui Marchiò                         | Italia               | 2017 | 60ª      |
| Rapa - rapanello          | Katarzyna Górecka e Hanna Kedaj          | Polonia              | 1977 | 20ª      |
| Raro come un diamante     | Giacomo Fantin e Glenda Vettori          | Italia               | 2016 | 59ª      |
| Re Trombone               | Andrea Telandro                          | Italia               | 1969 | 11ª      |
| Regalerò un sogno         | Isabella Shiff                           | Stati Uniti          | 2011 | 54ª      |
| Respiriamo la città       | Valeria Vitiello                         | Italia               | 2001 | 44ª      |
| Resterà con te            | Federica Guarino                         | Italia               | 2015 | 58ª      |
| Ri-cer-ca-to              | Davide Ganga                             | Italia               | 2021 | 64ª      |
| Riaccattattà              | Paola Delle Femmine ed Annalisa Travelli | Italia               | 1975 | 17ª      |
| Riccardo cuor di leopardo | Giampaolo Bisanti                        | Italia               | 1976 | 19ª      |
| Riprendiamoci la fantasia | Alice Lenaz                              | Italia               | 1985 | 28ª      |
| Rockhopper hop            | Austin Disher                            | Stati Uniti          | 2003 | 46ª      |
| Rokko cavallo Brocco      | Carlo Fontani                            | Italia               | 2009 | 52ª      |
| Rosso                     | Micheal Perris                           | Italia               | 2023 | 66ª      |
| Rumbakatumba              | David Masseroni                          | Italia               | 1977 | 20ª      |

## S
| Titolo del brano                     | Interprete                                            | Nazione partecipante | Anno | Edizione |
| ------------------------------------ | ----------------------------------------------------- | -------------------- | ---- | -------- |
| Salta balla batti sveglia            | Kailey Deer e Peter Deer                              | Canada               | 1999 | 42ª      |
| Salutare è salutare                  | Laura Calbi                                           | Italia               | 2020 | 63ª      |
| Samba della mia terra                | Carla d'Agostino Vaz Souza e Renata Oliveira Da Costa | Brasile              | 1977 | 20ª      |
| Samurai                              | Koichi Soga                                           | Giappone             | 1995 | 38ª      |
| San Francisco                        | Edward Benks                                          | Stati Uniti          | 1979 | 22ª      |
| Santa Lu-lucia                       | Claudio Piselli e Anna Ricci                          | Italia               | 1982 | 25ª      |
| Sarà vero?                           | Angela Ferrante e Alessandro Persico                  | Italia               | 1969 | 11ª      |
| Saro                                 | Daria Meduri                                          | Italia               | 2016 | 59ª      |
| Scacco matto!                        | Simone Crescenzi                                      | Italia               | 2001 | 44ª      |
| Scuola Rap                           | Claudia Sorvillo e Assia Veneruso                     | Italia               | 1994 | 37ª      |
| Se avessi                            | Walter Guidi                                          | Italia               | 1964 | 6ª       |
| Se ci credi anche tu                 | Halldóra Baldvinsdóttir                               | Islanda              | 2002 | 45ª      |
| Se fossi Leonardo                    | Massimo Viazzo                                        | Italia               | 1968 | 10ª      |
| Se fossi un marziano                 | Giuseppe Mosca e Claudio Rizza                        | Italia               | 1965 | 7ª       |
| Se manca pane e vino cosa fai?       | Angelo Romano e Anna Maria Sandroni                   | Italia               | 1976 | 18ª      |
| Se osassi                            | Gianni Sardella                                       | Italia               | 1966 | 8ª       |
| Se voglio                            | Liisi Koikson                                         | Estonia              | 1994 | 37ª      |
| Serafino, l'uomo sul filo            | Marcella Murgia                                       | Italia               | 1965 | 7ª       |
| Sette cani brontoloni                | Simonetta Lippolis e Federico Seghetto                | Italia               | 1972 | 14ª      |
| Sette matitine                       | Vanessa Martins                                       | Portogallo           | 1991 | 34ª      |
| Sette note per una favoletta         | Chiara Oggioni Tiepolo                                | Italia               | 1976 | 18ª      |
| Sgniff e Sgnaff                      | Stefana Gnagni e Angelo Terzo                         | Italia               | 1966 | 8ª       |
| Show nella foresta                   | Simone Pireddu e Maria Sole Tognazzi                  | Italia               | 1976 | 18ª      |
| Si gira un film                      | Cristina Plancher                                     | Italia               | 1993 | 36ª      |
| Sì, davvero mi piace!                | Angelica Rita Lampis                                  | Italia               | 2017 | 60ª      |
| Siamo le note                        | Luca Tosini                                           | Italia               | 2006 | 49ª      |
| Siamo tutti re                       | Awrin Haque                                           | Bangladesh           | 1986 | 29ª      |
| Signor Metèo                         | Sebastiano Di Maria                                   | Italia               | 1998 | 41ª      |
| Silenzio                             | Martina Pirovano                                      | Italia               | 2011 | 54ª      |
| Sitting Bull                         | Maurizio Facciolo                                     | Italia               | 1968 | 10ª      |
| Skamaleonte                          | Emanuele Scellato                                     | Italia               | 2008 | 51ª      |
| Skodinzolo                           | Francesca Larocca                                     | Italia               | 2019 | 62ª      |
| Sognando Sognando                    | Monica Prencipe                                       | Venezuela            | 2013 | 56ª      |
| Sogno di un giardino di mezza estate | Borjana Jordanova e Eva Russeva                       | Bulgaria             | 1988 | 31ª      |
| Sole pioggia                         | Dina Kostić                                           | Jugoslavia           | 1983 | 26ª      |
| Solidarietà                          | Ragui Hisham Farouk                                   | Egitto               | 1994 | 37ª      |
| Sono felice                          | Alessia Cecere                                        | Italia               | 2019 | 62ª      |
| Sono l'ottavo di sette fratelli      | Maurizio Rossetti                                     | Italia               | 1973 | 15ª      |
| Sono un duro però                    | Giovanni Donato                                       | Italia               | 1997 | 40ª      |
| Sono una talpa e vivo in un buco     | Derek de Petra                                        | Stati Uniti          | 1976 | 19ª      |
| Sottosopra                           | Emily Meade                                           | Stati Uniti          | 1997 | 40ª      |
| Spunta la luna                       | Minori Nara                                           | Giappone             | 2000 | 43ª      |
| Stellina di mare                     | Patrizia Pizzato                                      | Italia               | 1963 | 5ª       |
| Su e giù                             | Alexander Masters                                     | Stati Uniti          | 2000 | 43ª      |
| Suor Margherita                      | Debora Mangione                                       | Italia               | 1986 | 29ª      |
| Superbabbo                           | Zoe Adamelli                                          | Italia               | 2021 | 64ª      |

## T
| Titolo del brano                     | Interprete                                                       | Nazione partecipante | Anno | Edizione |
| ------------------------------------ | ---------------------------------------------------------------- | -------------------- | ---- | -------- |
| Tali e quali                         | Denise Ramella e Sharon Ramella                                  | Italia               | 2004 | 47ª      |
| Tango matto                          | Lucía Fideleff                                                   | Argentina            | 1993 | 36ª      |
| Tango, mago Tango                    | Diana Platania                                                   | Italia               | 1983 | 26ª      |
| Tanzanía-e                           | Martina Chambiri                                                 | Tanzania             | 1995 | 38ª      |
| Tarantella della mozzarella          | Carla Gibilisco                                                  | Italia               | 2012 | 55ª      |
| Tartarumba                           | Giulia Marchesini                                                | Italia               | 2011 | 54ª      |
| Tegolino                             | Rosita Bini                                                      | Italia               | 1990 | 33ª      |
| Tenerotto, Grigiolino e Ruvidone     | Anıl Saplık                                                      | Turchia              | 1996 | 39ª      |
| Terra                                | Neiza Carola Salas Alipa                                         | Bolivia              | 1998 | 41ª      |
| Terra gentile                        | Adriana Elizabeth Figueredo Costero                              | Venezuela            | 2007 | 50ª      |
| Terra mia                            | Nadia Nawaz                                                      | Pakistan             | 1979 | 22ª      |
| Teru terubozu                        | Jun Aguni                                                        | Giappone             | 1976 | 18ª      |
| Ti canterò (per la gioia che mi dai) | Alix Regner Vigouroux                                            | Francia              | 2003 | 46ª      |
| Ti faccio la foto                    | Alessandra Zambotti                                              | Italia               | 2008 | 51ª      |
| Ticche ticche tacche                 | Ana Stambuck Armaroli                                            | Jugoslavia           | 1976 | 18ª      |
| Ticche Tocche Tà!                    | Mariam Svanadze e Natia Svanadze                                 | Georgia              | 2006 | 49ª      |
| Tin tin tin berimbau                 | Vivian Cesari Castro                                             | Brasile              | 2006 | 49ª      |
| Tinghelinghelin                      | Simona Kliche e Christina Pollack                                | Germania             | 1983 | 26ª      |
| Tinta e ghiri                        | Laura Cornali                                                    | Italia               | 1968 | 10ª      |
| Tippy, il coniglietto hippy          | Paolo Lanzini                                                    | Italia               | 1969 | 11ª      |
| Tito e Tato                          | Roberta Cassarino e Dario Maggi                                  | Italia               | 2008 | 51ª      |
| Tom tirillin Tom                     | Carmine Cuomo                                                    | Italia               | 1965 | 7ª       |
| Tommy Tom                            | Roberta Basaglia                                                 | Italia               | 1970 | 12ª      |
| Tonino violino                       | Kaja Kringstad                                                   | Norvegia             | 1985 | 28ª      |
| Torero al pomodoro                   | Cristina Spottorno De Las Morenas                                | Spagna               | 1976 | 19ª      |
| Torero Camomillo                     | Michele Grandolfo                                                | Italia               | 1968 | 10ª      |
| Toro Loco                            | Simone Zichi                                                     | Italia               | 2018 | 61ª      |
| Tortuga, pirata sempre in fuga       | Andrea Corallo e Dario Molinari                                  | Italia               | 1986 | 29ª      |
| Tosse                                | Nausica Speranzini                                               | Italia               | 2019 | 62ª      |
| Tramonto sull'alpe                   | Laura Belloni                                                    | Italia               | 1960 | 2ª       |
| Tre civette sul comò                 | Patrizia Albamonte, Paola Covili Faggioli e Gloria Gualtieri     | Italia               | 1965 | 7ª       |
| Tre goccioline                       | Paola Fabbri, Mara Febbi, Marina Lo Giudice e Maria Teresa Merlo | Italia               | 1967 | 9ª       |
| Tre guerrieri indiani                | Fabio Benetti, Pier Paolo Regazzi e Luigi Tanganelli             | Italia               | 1968 | 10ª      |
| Tre luci                             | Maria Ana Clode                                                  | Portogallo           | 1986 | 29ª      |
| Tre scozzesi                         | Marco Ferri, Cesare Francalanci e Gabriele Gatti                 | Italia               | 1972 | 14ª      |
| Trenta quaranta                      | Angelo Iotti                                                     | Italia               | 1961 | 3ª       |
| Tutanc'mon                           | Giuditta Meadwad                                                 | Egitto               | 2015 | 58ª      |
| Tutti a tavola                       | Luana Chiaradia                                                  | Italia               | 2009 | 52ª      |
| Tutto questo per un chiodo           | Giovanni Marcianò, Maurizio Romano e Enrico Sani                 | Italia               | 1974 | 16ª      |

## U
| Titolo del brano                          | Interprete                                             | Nazione partecipante | Anno | Edizione |
| ----------------------------------------- | ------------------------------------------------------ | -------------------- | ---- | -------- |
| Uccellino dell'azzurro                    | Juan Ignacio Emme Tramontana                           | Argentina            | 1990 | 33ª      |
| Uffa gli ufo                              | Cristiana Radrizzani                                   | Italia               | 1978 | 21ª      |
| Ululalì ululalà                           | Filippo Pagliano                                       | Italia               | 1979 | 22ª      |
| Umpa-pà                                   | Marco Giovanetti e Roberta Girotti                     | Italia               | 1974 | 16ª      |
| Un attimo di respiro                      | Mara Candian                                           | Italia               | 2001 | 44ª      |
| Un baby presidente                        | Brian Mzee Omondi                                      | Kenya                | 2006 | 49ª      |
| Un bambino                                | Daniela Migliarini                                     | Italia               | 1979 | 22ª      |
| Un bambino terribile                      | Mattia Pisanu                                          | Italia               | 1997 | 40ª      |
| Un cane in carne ed ossa                  | Caterina Zampieri                                      | Italia               | 2007 | 50ª      |
| Un corsaro piccolissimo                   | Luciano Chiccoli                                       | Italia               | 1962 | 4ª       |
| Un cuoricino in più                       | Fabio Herbert Kaufmann                                 | Germania             | 1998 | 41ª      |
| Un due tré - siam trentatré               | Wouter Bongaerts                                       | Belgio               | 1985 | 28ª      |
| Un fiore nel deserto                      | Yārā Mahmūd Kāmāl                                      | Egitto               | 2007 | 50ª      |
| Un gallo del Portogallo                   | Isabel Patricia De Sousa                               | Portogallo           | 1981 | 24ª      |
| Un giallo in una mano                     | Jada Calzavara, Graziano Cugno e Davide Ianniti        | Italia               | 1992 | 35ª      |
| Un gigante                                | Isabella Faggin e Alessandra Rosciano                  | Italia               | 1974 | 16ª      |
| Un giorno a colori                        | Angela Lorusso                                         | Italia               | 2015 | 58ª      |
| Un leopardo per amico                     | Emanuel Daniel Mganilwa                                | Tanzania             | 2000 | 43ª      |
| Un maggiolino speciale                    | Carla Gazeau Codinach                                  | Spagna               | 1988 | 31ª      |
| Un milione di anni fa                     | Fulvio Gelato                                          | Italia               | 1967 | 9ª       |
| Un minuto                                 | Angelica Zina Cottone                                  | Italia               | 2020 | 63ª      |
| Un mondo di gelato                        | Byron José Luna Sommariba                              | Nicaragua            | 2005 | 48ª      |
| Un mondo nuovo                            | Giovanni Oliva                                         | Italia               | 1997 | 40ª      |
| Un papero nero                            | Angelo Carcangiu, Roberta Fabiano e Arturo Passalacqua | Italia               | 1990 | 33ª      |
| Un principe blu                           | Luna Massari                                           | Italia               | 2019 | 62ª      |
| Un punto di vista strambo                 | Michela Maria Perri ed Enrico Turetta                  | Italia               | 2011 | 54ª      |
| Un pupazzo di neve                        | Antonella Tedeschi                                     | Italia               | 1970 | 12ª      |
| Un rospo nel bosco                        | Andrea Trullu                                          | Italia               | 2024 | 67ª      |
| Un sogno leggerissimo                     | Sarah De Bartolomeo                                    | Italia               | 2014 | 57ª      |
| Un sogno nel cielo                        | Zuzanna Rosa                                           | Polonia              | 2010 | 53ª      |
| Un sole tutto mio                         | Silvia Dell'Olio                                       | Romania              | 1979 | 22ª      |
| Un topolino, un gatto e... un grande papà | Irene Citarrella                                       | Italia               | 2010 | 53ª      |
| Una bella poesia                          | Rafaella Pericleous                                    | Cipro                | 2007 | 50ª      |
| Una commedia divina                       | Andrea Amelio e Chiara Casolari                        | Italia               | 2015 | 58ª      |
| Una forchetta di nome Giulietta           | Antonio Carenza e Ilaria Paolicelli                    | Italia               | 2007 | 50ª      |
| Una mela a metà                           | Daniel Puig Rivas                                      | Spagna               | 1981 | 24ª      |
| Una pancia                                | Leonardo Zambelli                                      | Italia               | 2021 | 64ª      |
| Una parola magica                         | Sara Calamelli                                         | Italia               | 2017 | 60ª      |
| Una stella a Betlemme                     | Milad Nicola Elias Fatouleh                            | Palestina            | 2004 | 47ª      |
| Una stellina legata col filo              | Fulvio Nativo                                          | Italia               | 1961 | 3ª       |
| Una vita da bradipo                       | Martino Vaona                                          | Italia               | 2013 | 56ª      |
| Un'altalena in cielo                      | Annatendai Gonah                                       | Zimbabwe             | 2007 | 50ª      |
| Un'amica colombiana                       | Aníbal De Los Reyes Sánchez                            | Colombia             | 2003 | 46ª      |

## V
| Titolo del brano                 | Interprete | Nazione partecipante | Anno | Edizione |
| -------------------------------- | --- | -------------------- | ---- | -------- |
| Vanessa, la fattoressa           | Barbara Illés | Ungheria             | 1982 | 25ª      |
| Vento colorino                   | Matthias Hamaï | Germania             | 1997 | 40ª      |
| Vento venticello                 | Eduard Rubin | Unione Sovietica     | 1976 | 18ª      |
| Verso l'aurora                   | Helen Catherine Sophie Luzón Ona                                                                                                  | Ecuador              | 2012 | 55ª      |
| Vieni nel mio villaggio          | Elena Baccellini, Daniele Di Somma e Alessandro Pirotti                                                                           | Papua Nuova Guinea   | 2001 | 44ª      |
| Violino mio                      | Christian Grech | Malta                | 2002 | 45ª      |
| Voglio chiamarmi Ugo             | Alexandar Kuzmanovic | Italia               | 2009 | 52ª      |
| Vola, non vola                   | Lorenzo Bedogni, Loris Callegari, Antonio Canino, Marco Civolani, Raymond Debono, Anna Maria Meo, Sandra Pavan e Mariangela Silva | Italia               | 1962 | 4ª       |
| Vola, palombella!                | Nadine Zarifeh | Libano               | 1986 | 29ª      |
| Volevo un gatto nero             | Vincenza Pastorelli | Italia               | 1969 | 11ª      |
| Vorrei volare                    | Giorgio Santi Laurini | Italia               | 1960 | 2ª       |
| Vulcani di qui... vulcani di là! | Mihiarangi Piripi | Nuova Zelanda        | 1993 | 36ª      |

## W
| Titolo del brano | Interprete                           | Nazione partecipante | Anno | Edizione |
| ---------------- | ------------------------------------ | -------------------- | ---- | -------- |
| W la neve        | Daniele Bracale e Alice Nicodemo     | Italia               | 2001 | 44ª      |
| Wolfango Amedeo  | Davide Angelelli e Matilde Angelelli | Italia               | 2006 | 49ª      |

## Z
| Titolo del brano   | Interprete                                         | Nazione partecipante | Anno | Edizione |
| ------------------ | -------------------------------------------------- | -------------------- | ---- | -------- |
| Zanzara            | Francesco Berretti, Diana Giorcelli e Olga Gorgone | Italia               | 2022 | 65ª      |
| Zia Nena           | Marco Mezzadri                                     | Italia               | 1981 | 24ª      |
| Zitto e mosca!     | Edoardo Barchiesi                                  | Italia               | 2023 | 66ª      |
| Zombie vegetariano | Giacomo Dandrea                                    | Italia               | 2015 | 58ª      |
| Zucchero Bill      | Luigi Doronzo, Donatello Epiro e Mauro Lo Curcio   | Italia               | 1986 | 29ª      |